# 세상발견 유레카
세상발견 유레카는 SBS의 전국 지역 민방 9개사가 공동으로 기획, 제작하고 있으며, 2017년까지는 울산방송 ubc가 제작을 담당했다.

## 공동제작 참여 지역 민영 방송사
- ubc,TJB,KNN,JTV,kbc,G1,TBC,JIBS,CJB순
- 울산방송(ubc), 광주방송(kbc), G1 강원민방(G1)수요일 저녁 6시30분
- TBC, 제주방송 (JIBS), 대전방송(TJB)  금요일 오후 6시20분
- KNN 일요일밤12:15
- 전주방송(JTV)월요일 6시20분
- 청주방송(CJB) 화요일 오후 6시20분

## 출연자
- 유다원

### 역대 출연자
- 배동성 (개그맨)
- 조영구 (가수 겸 방송인)
- 김다혜 (배우 겸 방송인)
- 윙크 (가수)
- 이연경 (배우)
- 조아라 (가수)
- 김학도 (개그맨)
- 강성범 (개그맨)
- 이봉원 (개그맨)
- 전제향 (방송인)
- 박근아 (前 JTV 아나운서)
- 김홍식 (개그맨)

## 역대 방송사
KNN 부산경남방송 (구 PSB 부산방송)
TBC 대구방송
대전방송 (TJB)
전주방송 (JTV) ( ~ 2015.03)
울산방송 (ubc) (2015.04~2017.4 )